# La vita che vorrei
Pour plus de détails, voir Fiche technique et Distribution.
La vita che vorrei est un film allemano-italien réalisé par Giuseppe Piccioni, sorti en 2004, avec Luigi Lo Cascio, Sandra Ceccarelli, Galatea Ranzi et Ninni Bruschetta (it) dans les rôles principaux.

## Synopsis
Le célèbre acteur Stefano (Luigi Lo Cascio) commence le tournage d'un film historique qui narre une histoire d'amour au XIXe siècle. Alors qu'il devait donner la réplique à Chiara (Galatea Ranzi), une amie proche et une actrice estimée de la profession, il découvre que le réalisateur a finalement retenu une jeune inconnue, Laura (Sandra Ceccarelli), qui a derrière elle une petite carrière au cinéma et une personnalité spontanée et désordonnée, bien loin de la vie tranquille de Stefano, ce qui lui déplaît. Pourtant, les différences de la vie quotidienne laisse rapidement place sur scène à une attraction mutuelle entre les deux comédiens.

## Fiche technique
- Titre original : La vita che vorrei
- Réalisation : Giuseppe Piccioni
- Scénario : Linda Ferri, Giuseppe Piccioni et Gualtiero Rosella (it)
- Photographie : Arnaldo Catinari
- Montage : Simona Paggi (it)
- Musique : Michele Fedrigotti (it)
- Costumes : Maria Rita Barbera
- Décors : Marco Dentici (it)
- Producteur : Lionello Cerri
- Société de production : Lumière & Company, Mikado Film, Rai Cinemafiction
- Pays d'origine :  Italie,  Allemagne
- Langage : Italien
- Format : Couleur
- Genre : Film d'amour, drame
- Durée : 125 minutes
- Dates de sortie : 
  -  Italie : 1er octobre 2004
  -  France : 29 septembre 2005 (Festival du film italien d'Annecy)

## Distribution
- Luigi Lo Cascio : Stefano / Federica
- Sandra Ceccarelli : Laura / Eleonora
- Ninni Bruschetta (it) : Luca
- Galatea Ranzi : Chiara / Victoria
- Fabio Camilli (it) : Raffaele
- Gea Lionello (it) : Marina
- Roberto Citran : Giordani
- Camilla Filippi (it) : Monica
- Paolo Sassanelli : Diego
- Sasa Vulicevic : Luciano
- Sonia Gessner : Sonia
- Silvio Muccino

## Prix et distinctions
- Nomination au Grand prix des Amériques au festival des films du monde de Montréal en 2004 pour Giuseppe Piccioni.
- Nomination au George d'or au festival international du film de Moscou en 2005 pour Giuseppe Piccioni.
- Nomination au Ciak d'oro de la meilleure actrice dans un second rôle en 2005 pour Galatea Ranzi.
- Nomination au Ciak d'oro du meilleur décorateur en 2005 pour Marco Dentici (it).
- Nomination au Ciak d'oro du meilleur créateur de costumes en 2005 pour Maria Rita Barbera.
- Nomination au prix du cinéma européen de la meilleure actrice en 2005 pour Sandra Ceccarelli.
- Ruban d'argent de la meilleure prise de son en 2006 pour Alessandro Zanon.
- Nomination au Ruban d'argent du meilleur décor en 2006 pour Marco Dentici (it).
- Nomination au Ruban d'argent du meilleur créateur de costumes en 2006 pour Maria Rita Barbera.
- Nomination au David di Donatello de la meilleure actrice en 2006 pour Sandra Ceccarelli.
- Nomination au David di Donatello de la meilleure actrice dans un second rôle en 2006 pour Galatea Ranzi.
- Nomination au David di Donatello du meilleur décorateur en 2006 pour Marco Dentici (it).
- Nomination au David di Donatello du meilleur créateur de costumes en 2006 pour Maria Rita Barbera.
- Nomination David di Donatello du meilleur directeur de la photographie en 2006 pour Arnaldo Catinari.
- Prix de la meilleure actrice pour Sandra Ceccarelli en 2006 au festival du cinéma italien de Bastia.